# 清沢哲夫
清沢 哲夫（きよざわ てつお、1921年1月26日 - 2000年1月20日）は、愛知県碧南市出身の宗教家・哲学者。大谷大学助教授を務め、晩年は石川県白山市「明達寺」（真宗大谷派）の住職としてすごした。清沢満之の孫。暁烏敏の孫・宣子と結婚し、暁烏 哲夫（あけがらす てつお） と改姓。

## 経歴
大正10年（1921年）愛知県碧南市の西方寺に生まれる。碧南市大浜尋常小学校、愛知県立刈谷中学校、大谷大学予科（ドイツ語科）を経て、昭和19年（1944年）大谷大学文学部西洋哲学科卒業。学徒動員され約2年間の軍隊生活を送る。戦争中に体験した「人間の獣性の事実」「人間の死の事実」を転機として復員後は社会の問題に向き合い、まず実家西方寺において「形骸化し死化した寺院制度」を改革しようとする。
哲夫は、祖父満之の跡を慕って西方寺に参拝していた暁烏敏と幼少より面識があった。中学卒業時（昭和13年（1938年）ごろ）に暁烏が在寺していた石川県松任（現 白山市）明達寺の夏期講習に参加するなど、暁烏の教えにふれる。昭和22年（1947年）ごろには大谷大学の研究科（現 大学院）に在籍。昭和23年（1948年）暁烏の孫・宣子と結婚する。このころ実家西方寺の改革にあたって門徒と対立し、昭和26年（1951年）碧南市大浜町の町はずれに「涼風舎」を建てて移り住み、著作にはげむ。昭和34年（1959年）石川県明達寺に移住。
昭和35年（1960年）ドイツ留学。マールブルク大学に在籍。昭和37年（1962年）帰国し、翌38年（1963年）大谷大学講師。翌年、暁烏姓に改姓し明達寺の後継者となる。昭和42年（1967年）大谷大学助教授になり昭和61年（1986年）の定年退職まで勤務。平成12年（2000年）78歳で没する。

## 業績
ドイツの哲学、とくにフッサールを対象とし、仏教的視点もとりいれた哲学研究  、ドストエフスキーや宮沢賢治、国木田独歩に言及した文学評論と詩作などの著作、そして暁烏らに深く師事し、親鸞への理解と真宗信仰に裏付けられた布教活動など、真宗を軸に多方面に活躍した。

### 「道」
哲夫は、暁烏の言葉で迷いを断ち切られて実家の寺を出る決意を固めたのだが、当時の心境を、ゲーテ『ファウスト』の中の「母達の場」におけるメフィストフェレスとファウストの「歩いたもののない、歩かれぬ道」をめぐる対話をひいて、虚無の只中に前進するしかない世界の展開、自己発見として語る。
昭和26年に発表された「此の道を行けば/どうなるのかと/危ぶむなかれ」に始まる清沢の詩「道」は、後年「一休の言葉」と誤解したとみられるアントニオ猪木らによって、文言は多少違っているものが広く流布されている。2022年にNHKで放送された「燃える闘魂　ラストスタンド完全版」では、番組末尾のテロップで『「道」作詞　清沢哲夫』と表示された。

## 著書
- 『無常断章』法藏館, 1966年
- 『信流記』 法藏館 1969年
- 『根源的思惟』 法藏館 1971年

## 関連図書
- 『如来が弁護してござるーー暁烏敏「小説」満之・涙 骨』木下 勇作 (著) 文芸社 2002年 ISBN 4835543572